# Port Hope (Ontario)
Port Hope (offiziell Municipality of Port Hope) ist eine kanadische Flächengemeinde in der Provinz, Ontario im Südosten Kanadas. Sie liegt im Northumberland County und hat den Status einer Lower Tier (untergeordneten Gemeinde).
Port Hope liegt an der Nordküste des Ontariosees an der Mündung des Ganaraska River und wird von der Hügelkette der Oak Ridges-Moräne durchzogen. Der Fluss verdankt seinen Namen dem Irokesen-Dorf, das sich hier befand. In den 1790er Jahren begannen sich Loyalisten, die aus den neu unabhängigen Vereinigten Staaten flohen, in der Gegend niederzulassen. Es entstanden das spätere Township Port Hope (1792) und spätere Stadt Port Hope (1834). Im Jahr 2001 wurden die beiden Gemeinden zur heutigen „Municipality of Port Hope“ zusammengelegt.

## Geschichte
Im Jahr 1834 hatte Port Hope 1500 Einwohner und erhielt den Status einer Stadt – die erste, die an der Seeseite zwischen Kingston und Toronto anerkannt wurde. Ihr größtes Wachstum begann 20 Jahre später, als die Eisenbahnen das Reisen im heutigen Ontario revolutionierten. 1856 verband die Grand Trunk Railway Port Hope mit Toronto und der Atlantikküste. Das Viadukt über den Ganaraska River war die zweitgrößte technische Herausforderung auf der Strecke, die nur durch die Überbrückung des St.-Lawrence-Strom in Montreal übertroffen wurde.
Später sollte eine weitere Bahnstrecke von Port Hope nach Norden gebaut werden, um die riesigen Wälder und neuen Farmen im Zentrum von Ontario zu erschließen. Um diese Strecke zu finanzieren, borgte der Stadtrat 50.000 Pfund, eine damals immense Summe. Innerhalb weniger Jahre hatte sich der Einsatz verdreifacht, die Linie erstreckte sich bis Peterborough und Lindsay. Schließlich erreichte sie die Georgian Bay in Midland. Über diese Strecke kamen große Mengen Holz und Getreide. Ein Teil davon ging nach Osten nach England, aber der Großteil wurden über Rochester über den See in die USA exportiert. Mit dem wirtschaftlichen Aufschwung breitete sich der Wohnungsbau östlich und westlich über den Fluss aus, und neue Industrien entstanden.
Einige Bewohner wurden internationale Persönlichkeiten. William Leonard Hunt, bekannt als Der Große Farini, forderte den berühmtesten Seiltänzer seiner Zeit, Charles Blondin, 1860 bei Stunts über die Niagara-Schlucht erfolgreich, heraus. Joseph Scriven schrieb die Worte einer der beliebtesten Hymnen der Welt: What a Friend We Have in Jesus. Im Gegensatz zu vielen anderen Gemeinden hat Port Hope weder einen wirtschaftlichen Zusammenbruch noch eine außer Kontrolle geratene Entwicklung erlebt.

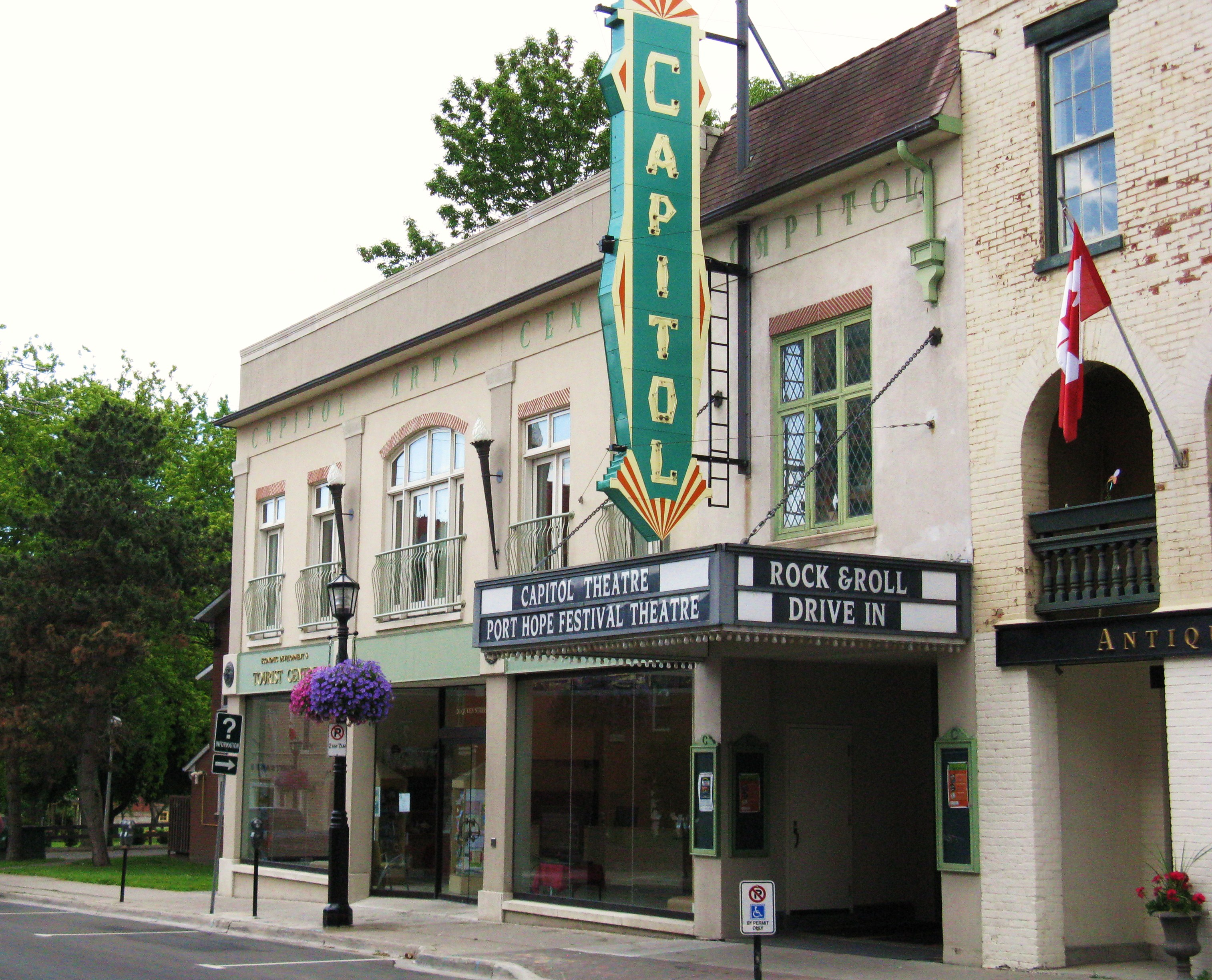
Capitol Theatre

Viele Bereiche der Altstadt, einschließlich des Geschäftszentrums der Innenstadt, sind seit den Tagen von Königin Victoria kaum verändert. Glücklicherweise erkannten die Bewohner schnell den Wert ihres architektonischen Erbes. Hunderte von ihnen haben daran gearbeitet, Geschäftshäuser und Privathäuser zu erhalten, zu restaurieren oder zu renovieren, was die Stadt zu einem touristischen Ziel und einem Wahrzeichen der Erhaltung Ontarios macht. Wie eine Zeitkapsel fängt Port Hope die Atmosphäre einer Kleinstadt in Ontario im späten 19. Jahrhundert ein. Viele der Gebäude aus der Gründungszeit der Gemeinde gelten heute als von historischem Wert und stehen unter Schutz, wie zum Beispiel die 1851–1853 errichtete „Town Hall“, die 1856 errichtete „GTR Station“ oder das 1930 errichtete „Capitol Theatre“.

## Demografie
Der Zensus im Jahr 2016 ergab für die Gemeinde eine Bevölkerungszahl von 16.753 Einwohnern, nachdem der Zensus im Jahr 2011 für die Gemeinde noch eine Bevölkerungszahl von nur 16.214 Einwohnern ergeben hatte. Die Bevölkerung hat damit im Vergleich zum letzten Zensus im Jahr 2011 schwächer als der Trend in der Provinz nur leicht um 3,3 % zugenommen, während der Provinzdurchschnitt bei einer Bevölkerungszunahme von 4,6 % lag. Im Zensuszeitraum von 2006 bis 2011 hatte die Einwohnerzahl in der Gemeinde noch entgegen den Trend um 1,1 % abgenommen, während sie im Provinzdurchschnitt um 5,7 % zunahm.

## Filmkulisse
Port Hope diente 2017 und 2019 als Kulisse für die Filme Es und Es Kapitel 2.

## Söhne und Töchter der Stadt
- William S. Sims (1858–1936), US-amerikanischer Admiral
- Clara Benson (1875–1964), Chemikerin und Hochschullehrerin und eine der ersten beiden Frauen, die an der University of Toronto promovierten
- Edgar Hebert (* 1947), Eishockeyspieler
- Dennis O’Brien (* 1949), Eishockeyspieler
- Bill Trew (* 1974), Eishockeyspieler und -trainer
- Shane O’Brien (* 1983), Eishockeyspieler